# Skalunda socken
Skalunda socken i Västergötland ingick i Kållands härad, uppgick 1969 i Lidköpings stad och området ingår sedan 1971 i Lidköpings kommun och motsvarar från 2016 Skalunda distrikt.
Socknens areal är 10,13 kvadratkilometer varav 10,11 land. År 2000 fanns här 143 invånare. Kyrkbyn Skalunda med Skalunda hög och  sockenkyrkan Skalunda kyrka ligger i socknen.

## Administrativ historik
Socknen har medeltida ursprung. 
Vid kommunreformen 1862 övergick socknens ansvar för de kyrkliga frågorna till Skalunda församling och för de borgerliga frågorna bildades Skalunda landskommun. Landskommunen uppgick 1952 i Norra Kållands landskommun som 1969 uppgick i Lidköpings stad som 1971 ombildades till Lidköpings kommun. Församlingen uppgick 2002 i Sunnersbergs församling.
1 januari 2016 inrättades distriktet Skalunda, med samma omfattning som församlingen hade 1999/2000.  
Socknen har tillhört län, fögderier, tingslag och domsagor enligt vad som beskrivs i artikeln Kållands härad. De indelta soldaterna tillhörde Västgöta-Dals regemente, Kållands kompani.

## Geografi
Skalunda socken ligger nordväst om Lidköping på sydvästra Kålland med Vänern i väster. Socknen är en slättbygd som genomkorsas av Skalundaåsen.

## Fornlämningar
Från järnåldern finns spridda gravar och två gravfält och en domarring. Två runristningar har påträffats vid kyrkan. Gravhögen Skalunda hög ligger vid väster om kyrkan och öster därom återfinns Skjoloms hög.

## Namnet
Namnet skrevs på 1200-talet Skalunda (bo) och kommer från kyrkbyn. Efterleden är land, förleden har oklar tolkning.